# Форнароли, Леонардо
Леонардо Форнароли (итал. Leonardo Fornaroli; род. 3 декабря 2004, Пьяченца, Эмилия-Романья) — итальянский автогонщик, который участвует в чемпионате Формулы 2 за команду Invicta Racing.
Форнароли выиграл чемпионат Формулы 3 2024 года на второй год в составе Trident Racing и стал первым чемпионом в истории этого вида спорта, который не выиграл ни одной гонки ни в своей победной кампании, ни за всю свою карьеру в Формуле 3. Он также является чемпионом среди новичков европейского чемпионата Формулы Regional-2022.

## Статистика выступлений
| Легенда к таблице |                                                                    |
| --- | ------------------------------------------------------------------ |
| В таблице перечислены результаты всех гонок, в которых принимал участие гонщик. Строками таблицы являются сезоны, столбцами — этапы соревнований. В каждой клетке указаны сокращённое название этапа и результат, дополнительно обозначенный цветом. Расшифровка обозначений и цветов представлена в нижеследующей таблице. |                                                                    |
| \| Пример \| Описание \| \| ------------ \| ------------------------------------------------------------------ \| \| 1 \| Победитель \| \| 2 \| Второе место \| \| 3 \| Третье место \| \| 5 \| Финишировал, заработав очки \| \| Сход \| Не финишировал, но при этом заработал очки \| \| 12 \| Финишировал, не получив очков \| \| НКЛ \| Финишировал, но не попал в финальную классификацию \| \| 15 \| Участвовал вне зачёта, либо по отдельной классификации \| \| 18 \| Не финишировал, но попал в финальную классификацию \| \| Сход \| Не финишировал \| \| НКВ \| Не прошёл квалификацию \| \| НПКВ \| Не прошёл предквалификацию \| \| ДСК \| Дисквалифицирован \| \| ИСК \| Исключён из протокола соревнований \| \| ТТ \| Заявлен для участия только в тренировках \| \| НС \| Участвовал в квалификации, но не стартовал в гонке \| \| Т \| Травмирован или болен \| \| ОТК \| Отказ от участия \| \| НТР \| Прибыл на соревнования, но на трассу не выезжал \| \| НПР \| Был заявлен в числе участников, но не прибыл к началу соревнований \| \| О \| Соревнования отменены \| \| \| Не участвовал \| \| Поул-позиция \| \| \| Быстрый круг \| \| |                                                                    |
| Пример | Описание                                                           |
| 1 | Победитель                                                         |
| 2 | Второе место                                                       |
| 3 | Третье место                                                       |
| 5 | Финишировал, заработав очки                                        |
| Сход | Не финишировал, но при этом заработал очки                         |
| 12 | Финишировал, не получив очков                                      |
| НКЛ | Финишировал, но не попал в финальную классификацию                 |
| 15 | Участвовал вне зачёта, либо по отдельной классификации             |
| 18 | Не финишировал, но попал в финальную классификацию                 |
| Сход | Не финишировал                                                     |
| НКВ | Не прошёл квалификацию                                             |
| НПКВ | Не прошёл предквалификацию                                         |
| ДСК | Дисквалифицирован                                                  |
| ИСК | Исключён из протокола соревнований                                 |
| ТТ | Заявлен для участия только в тренировках                           |
| НС | Участвовал в квалификации, но не стартовал в гонке                 |
| Т | Травмирован или болен                                              |
| ОТК | Отказ от участия                                                   |
| НТР | Прибыл на соревнования, но на трассу не выезжал                    |
| НПР | Был заявлен в числе участников, но не прибыл к началу соревнований |
| О | Соревнования отменены                                              |
| | Не участвовал                                                      |
| Поул-позиция |                                                                    |
| Быстрый круг |                                                                    |

### Сводная таблица
| Сезон | Турнир                      | Команда           | Старты | Победы | Поулы | БК | Подиумы | Очки | Место |
| ----- | --------------------------- | ----------------- | ------ | ------ | ----- | -- | ------- | ---- | ----- |
| 2020  | Итальянская Формула-4       | Iron Lynx         | 20     | 0      | 0     | 1  | 2       | 108  | 9     |
| 2020  | ADAC Формула-4              | Iron Lynx         | 3      | 0      | 0     | 0  | 0       | 0    | НКЛ   |
| 2021  | Итальянская Формула-4       | Iron Lynx         | 20     | 1      | 2     | 3  | 7       | 180  | 5     |
| 2021  | ADAC Формула-4              | Iron Lynx         | 6      | 0      | 0     | 0  | 1       | 0    | НКЛ   |
| 2022  | Региональная формула Азии   | Hitech Grand Prix | 9      | 0      | 0     | 0  | 0       | 22   | 17    |
| 2022  | Региональная формула Европы | Trident           | 20     | 0      | 0     | 0  | 0       | 83   | 8     |
| 2023  | Формула-3                   | Trident           | 18     | 0      | 1     | 0  | 3       | 69   | 11    |
| 2024  | Формула-3                   | Trident           | 20     | 0      | 2     | 2  | 7       | 153  | 1     |
| 2024  | Формула-2                   | Rodin Motorsport  | 2      | 0      | 0     | 0  | 0       | 0    | 29    |
| 2025  | Формула-2                   | Invicta Racing    | 15     | 1      | 2     | 0  | 5       | 104  | 4 ●   |

● Сезон продолжается.

### Комментарии
1. 1 2  Участвовал в соревнованиях по приглашению, поэтому ему не начислялись очки чемпионата.